# Mundulea laxiflora
Mundulea laxiflora är en ärtväxtart som beskrevs av John Gilbert Baker. Mundulea laxiflora ingår i släktet Mundulea och familjen ärtväxter. Inga underarter finns listade i Catalogue of Life.
Ärtväxten växer som ett förgrenat träd, ca 3 m hög. Bladen är mörkgröna, blank ovansida och olivgrön undersida. Den växer i öppna områden nära skogsbryn på Madagaskar.